# 陳之財
陳之財（英語：Edmund Chen，1962年2月4日—）新加坡男艺人，为新传媒前签约艺人。妻子为演员向云。

## 经历
1987年於電視劇《雨過天晴》中初試啼聲，馬上讓觀眾眼前一亮，紛紛對當時這位新人留下深刻印象。此後，他憑著精湛的演技及出色的外型擔任數十部電視劇及電視電影的男主角。他善於演繹各種角色，尤其像醫生、律師、總裁等專業人士，更是他的拿手好戲。 
他的演藝經驗豐富，不只戲路寬廣，還精通雙語，經常跨越中英兩種語言的市場和媒介擔任中、英語電視劇、舞台劇及電影的演出。2001年，他在英語電視劇"First Touch"中飾演婦產科醫生，自然的演技深獲觀眾好評。電影方面，他的首部作品是加拿大影片《天上人間》，此片於1998年在蒙特利世界影展首映。志財至今參与過5部電影的演出。1999年開始，他也參与舞台劇的表演。 
由於他口才極佳，所以是一位受歡迎的主持人，不論是紀錄片、雜誌性節目或大型綜藝節目，他都勝任有餘。更因為他形象健康、有活力，他在1996年擔任新加坡主要傳媒機構“新傳媒”亞特蘭大奧林匹克運動會報道的主播。 

## 演藝作品

### 電視劇
- 1987 雨過天晴 Sunshine After Rain 饰演 陈俊杰
- 变迁 Moving On 饰演 阿文
- 1988 飛越銀河 Star Maiden 饰演 金贵祥
- 空軍 Airforce 饰演 甘奇峰
- 舞榭歌台 The Last Applause 饰演 郭小亭（启华）
- 迷離夜之《琴》Mystery 饰演 谭加伦
- 1989 似水柔情 When Hearts Touch 饰演 许带妹
- 鑽石人生 Fortune Hunters 饰演 郭军城
- 鐵警雄風 Patrol 饰演 罗一峰
- 浮沉 Turn Of The Tide 饰演 周国栋
- 1990 出人頭地 Finishing Line 饰演 钟重光
- 開心家族 Happy Family 饰演 宋克城
- 多多富贵多多情 Happy World 饰演 陈之财（客串）
- 1991 烈血青春 The Darkest Hour 饰演 马中原
- 1992 烈焰焚情 Fury Passion 饰演 明亮
- 執法先鋒 Crime And Passion 饰演 林文彬
- 1993 法網情天 Hidden Truth 饰演 周小平
- 妙鬼臨門 Switch 饰演 李天亮
- 1994 蘭桂坊血案 Lan Gui Fang Murder （电视电影）
- 生命擂台 Those Were The Days 饰演 严楷聪
- 1995 醫膽仁心 Heart Beat 饰演 叶浩伟
- 鐵血雄心 Ranger 饰演 林国雄 （电视电影）
- 還我半邊天 Woman's World 饰演 裘家劲
- 1996 妙警點三八 Amazing Cop 饰演 康伟群 （电视电影）
- 杀之恋 Pointed Triangle 饰演 毕海歌（电视电影）
- 新加坡故事 Singapore Stories
- 魂斷四面佛 Lupife On The Run 饰演 徐名扬（电视电影）
- 妈姐情缘 A Different Live 饰演 沈天乐
- 1997 婚姻法庭 Courting Trouble 飾演 楊建安
- 狮城奇案录 之《绑架大亨》 Crimes and Tribulations 飾演 梁水
- 石破天惊 Pursuit of Justice 饰演 沈锐
- 不老傳說 Immortal Love 饰演 苏有明
- 2000 Catherine Listening To The Rain
- 2001 法醫X檔案 Beyond The Axis Of Truth 饰演 陈学明
- 世紀攻略 Strategem 饰演 周静云
- 大酒店 The Hotel 饰演 Emil
- 2002 First Touch 饰演 Dr Charles Yong （英文剧）
- 有情有義 Brotherhood 饰演 李立
- 天使的誘惑 The Wing Of Desire 饰演 秦开朗
- First Touch 2 饰演 Dr Charles Yong （英文剧）
- 法內有情天 Innocently Guilty 饰演 邱智韶
- 2003 吃吃面包谈谈情 A Toast of Love 饰演 启星 （特别客串）
- 同一屋檐下 My Love, My Home 饰演 司徒恩明/司徒海洋
- 2004 心网追凶 The Crime Hunters 饰演 蓝霆晖
- 一线之间 When the Time Comes 饰演 梁杰仁
- 喜临门 Double Happiness 饰演 罗家麒
- 跑吧！男人 Man at Forty 饰演 陈龙威
- 遗情未了 Timeless Gift 饰演 王宇	Lady of Leisure 贤妻靓母
- 喜临门2 Double Happiness 2 饰演 罗家麒
- 2005 阴差阳错 Zero to Hero 饰演 谢纪祖
- 法醫X檔案II Beyond The Axis Of Truth II 饰演 陈学明
- 2006 贤妻靓母 Lady of Leisure 饰演 陈国庆
- 至尊红颜 Women of Times 饰演 贾增土
- 欢乐满屋 House of Joy 饰演 徐治国
- 2007 天堂鸟 Live Again 饰演 陈海明
- 黄金路 The Golden Path 饰演 成哥
- 2008 Calefare 饰演 Champion Zhang （英文剧）
- 2009 一切完美2 Perfect Cut 2 饰演 张乐风
- 2013 Serangoon Road 饰演 James Lim （英文剧）
- 2017 小人物向前冲 Life Less Ordinary 饰演 叶成达

### 節目主持
- 1996 Atlanta Olympics (local bulletin)
- 1997 Code Red (documentary)
- 2001 President's Star Charity 總統星光慈善
- 2002 駿馬奔騰迎新春 Lunar New Year Eve Variety Special 2002

### 電影
- 1998 天上人間 Yellow Wedding
- 情濃半邊天 Eternal Love
- 超級天兵之機車班長 Super Cop ，飾演蕭鑫典班長
- 1999 問題不大 Where Got Problem
- 鬼故 Ghostories
- 2002 尖鉛筆 Sharpened Pencil
- 2003 向左走·向右走 Turn Left, Turn Right ，飾演  胡醫師 Dr. hu
- 2009 街頭霸王：春麗傳奇Street Fighter: The Legend of Chun-Li  ，飾演  春麗的父親

### 舞台劇
- 1999 私處 Private Parts
- 阿育王 King Ashoka
- 2000 My Lonely Tarts

### 得獎記錄
- 榮譽/獎項
- 紅星大獎2001, 十大最受歡迎男藝人
- 紅星大獎2002, 十大最受歡迎男藝人
- 紅星大獎2003, 十大最受歡迎男藝人
- 紅星大獎2004, 十大最受歡迎男藝人
- 紅星大獎2005, 十大最受歡迎男藝人
- 紅星大獎2006, 十大最受歡迎男藝人
- 紅星大獎2007, 十大最受歡迎男藝人

## 外部連結
- 陳之財的Facebook專頁
- 陳之財的新浪微博
- 陳之財在互联网电影资料库（IMDb）上的資料（英文）（英文）
- 陳之財在香港影庫上的簡介
- 陳之財在时光网上的簡介（简体中文）
- 陳之財在豆瓣上的资料（简体中文）